# Csing jü nien
A Csing jü nien (kínaiul: 庆余年; pinjin: Qìng Yúnián), angol címén Joy of Life 2019-ben bemutatott kínai websorozat,  Csang Zsuo-jün (Zhang Ruoyun), Li Csin (Li Qin) és Csen Tao-ming (Chen Dao-ming) főszereplésével, melyet a Tencent Video és az iQiyi platformján sugároztak.  A sorozat Mao Ni azonos című webregénye alapján készült.
A sorozat első évadja kiemelkedő nézettséggel futott, jobbára pozitív kritikákat kapott és több díjat is nyert. Az első két évad nemzetközi közvetítője a Viki streamingplatform. A sorozat várhatóan a még le nem forgatott harmadik évaddal zárul 2026-ban.

## Cselemény
1. évad
Fan Hszien (Fan Xian) a Csing (Qing) birodalomban születik, de 21. századi emlékei vannak. Egy kis vidéki városban neveli a nagyanyja, mint a pénzügyminiszter házasságon kívüli elsőszülött fiát. Édesanyja, Je Csing-mej (Ye Qingmei) tehetséges feltaláló volt, aki létrehozta az ország kémhálózatát és a királyi kincstárat, azonban nem sokkal fia születése után megölték. A kisfiúra az anyja testőre, Vu Csu (Wu Zhu) vigyázott, és nevelőapja az ország legjobb mestereit fogadta fel, hogy tanítsák: harcművészetekre, méregkeverésre, orvostudományra. Miután felnő, és megpróbálják eltenni láb alól, az addig pusztán az élet örömeinek élő fiatalember úgy dönt, a fővárosba utazik, hogy kiderítse kinek és miért állna érdekében az ő halála. A városban megismerkedik Lin Van-er (Lin Wan'er)rel, a királyi hercegnő beteges lányával és beleszeret. Tudtán kívül ő az a személy, akit a császár feleségül kíván adni hozzá, hogy ő lehessen a királyi kincstár őrzője, mivel a hercegnő vejének jár ez a cím. Mindeközben a fiatalember kivívja a tudósok és irodalmárok tiszteletét azzal, hogy elképesztő verseket képes írni pillanatok alatt, és az egész birodalomban híres költő válik belőle. Amit nem tudnak, hogy Fan Hszien (Fan Xian) a 21. századi emlékeit és fotografikus memóriáját felhasználva a birodalomban élők számára ismeretlen világból idéz költeményeket. Ármánykodások sora veszi kezdetét, ahogy Fan Hszien (Fan Xian) belekeveredik a trónörökös és a második herceg közötti versengésbe, és úgy tűnik, a császár is sakkbábuként kíván vele játszani. Elküldik nagykövetnek a szomszédos Északi Csin (Qin) államba, ahol az 1. évad végén árulás következtében megölik.
2. évad
Egész Csing (Qing) felbolydul a birodalom kedvenc költőjének halálhírére. Fan Hszien (Fan Xian) azonban csak megrendezte a saját halálát, hogy ki tudjon bújni egy szorult helyzetből és elkerülje, hogy a második herceg ténylegesen megölesse hazájától távol. Visszatér végül a birodalomba, ám szembe kell néznie azzal, hogy mivel csak tettette a halálát, ezzel megtévesztette az uralkodót, ami viszont felségárulással egyenlő. A rendkívül intelligens Fan Hszien (Fan Xian) végül mégis ki tudja magyarázni magát a császár előtt, és elkerüli a büntetést. Az udvarban tovább folyik a hercegek ármánykodása, és Fan Hszien (Fan Xian) egyre jobban belekeveredik. Ráadásul a császár is egyre nagyobb felelősséget helyez a vállára kinevezésekkel. A fiatalember, ahogy közel kerül a tűzhöz, egyre inkább rádöbben, hogy a császári udvar hivatalnokai szinte kivétel nélkül korruptak, bárkin átgázolnak, bárkit hajlandók feláldozni a céljaikért. Fan Hszien (Fan Xian) olyan tervet eszel ki, amelynek segítségével megszabadulhat a korrupt politikusoktól és visszaállíthatja azokat az eszméket, amelyekért édesanyja küzdött, és amelyek miatt az asszonyt meggyilkolták. Az évad folyamán a császár elárulja Fan Hszien (Fan Xian)nek, amit már korábban is sejtett, hogy ő az igazi édesapja.
3. évad
A harmadik évad során Fan Hszien (Fan Xian) felfedi a Templom titkát, és megtudja, miért vannak emlékei egy másik korból.

## Szereplők

### Főszereplők
| Kép | Színész                                                | Szereplő                                   | Leírás |
| --- | ------------------------------------------------------ | ------------------------------------------ | --- |
|     | Csang Zsuo-jün (Zhang Ruoyun) Han Hao-lin (gyerekként) | Fan Hszien (Fan Xian) / Fan Sen (Fan Shen) | Fan Csien (Fan Jian) örökbefogadott fia, aki valójában a császár és Je Csing-mej (Ye Qingmei) kapcsolatából született. Járatos a harcművészetekben, a mérgek és az orvostudomány terén és 21. századi emlékei vannak. Lin Van-er (Lin Wan'er) kedvese. |
|     | Li Csin (Li Qin)                                       | Lin Van-er (Lin Wan'er)                    | Lin Zsuo-fu (Lin Ruofu) és a királyi hercegnő házasságon kívül született lánya, Fan Hszien (Fan Xian) kedvese és leendő felesége. Tüdőbaj gyötri, melyet Fan Hszien (Fan Xian) meggyógyít.                                                             |
|     | Csen Tao-ming (Chen Daoming)                           | Csing (Qing) császára                      | A birodalom uralkodója. A regényben nincs feltüntetve a személyneve, további történetekben az író Li Jün-csian (Li Yunqian)ként hivatkozott rá. |

### Csing(Qing)birodalom

#### Császári palota
| Színész                            | Szereplő                      | Leírás |
| ---------------------------------- | ----------------------------- | --- |
| Cseng Jü-cse (郑毓芝, Zheng Yuzhi) | Özvegy császárné              | A császár, a királyi hercegnő és Csing (Jing) herceg anyja.                                                     |
| Jüan Csuan (Yuan Quan)             | Je Csing-mej (Ye Qingmei)     | Fan Hszien (Fan Xian) édesanyja, a császár szeretője. Találmányai segítségével vált a császári család gazdaggá. |
| Li Hsziao-zsan (Li Xiaoran)        | Li Jün-zsuj (Li Yunrui)       | Királyi hercegnő, Lin Van-er (Lin Wan'er) anyja. A császár húga, bár nem vérrokonok. A kincstár felügyelője.    |
| Lin Csing (Lin Jing)               | Su császári hitves            | A második herceg anyja.                                                                                         |
| Teng Tung-tien (Deng Tongtian)     | Ji (Yi) ágyas                 | Liu Zsu-jü (Liu Ruyu) unokatestvére, a harmadik herceg anyja                                                    |
| Csiao Hung (Qiao Hong)             | Ning ágyas                    | A legidősebb herceg anyja. Japánból származik, ezért a fia nem jogosult örökölni a trónt.                       |
| Liu Tuan-tuan (Liu Duan Duan)      | Li Cseng-cö (Li Chengze)      | A második herceg. Közvetlennek tűnik, de valódi ármányokat sző.                                                 |
| Csang Hao-vej (Zhang Haowei)       | Li Cseng-csian (Li Chengqian) | A trónörökös herceg, születési sorrendben a harmadik herceg lenne.                                              |
| Liu Zsun-nan (Liu Runnan)          | Li Hung-cseng (Li Hongcheng)  | Csing (Jing) herceg fia, a második herceg bizalmasa.                                                            |
| Fu Hszin-po (Fu Xinbo)             | Li Csen-zsu (Li Chenru)       | Az elsőszülött herceg, aki a határ védelmét látja el. A második évadban tűnk fel először.                       |
| Kuo Ce-fan (Guo Zifan)             | Li Cseng-ping (Li Chengping)  | A harmadik herceg (születési sorrend szerint a negyedik, de a koronaherceg nem számít bele a sorrendbe)         |

#### Császári udvar
| Színész                           | Szereplő                   | Leírás |
| --------------------------------- | -------------------------- | --- |
| Jü Jang (Yu Yang)                 | Lin Zsuo-fu (Lin Ruofu)    | A birodalom miniszterelnöke, LKin van-er (Lin Wan'er), Lin Ta-pao (Lin Dabao) és Lin Kung (Lin Gong) apja.                      |
| Kao Su-kuang (Gao Shuguang)       | Fan Csien (Fan Jian)       | Pénzügyminiszter, Fan Hszien (Fan Xian) nevelőapja, Fan Zsuo-zsuo (Fan Ruoruo) és Fan Sze-csö (Fan Sizhe) apja.                 |
| Csang Cseng (Chang Cheng)         | Kuo Ju-cse (Guo Youzhi)    | Szertartásminiszter, Kuo Pao-kun (Guo Baokun) apja.                                                                             |
| Li Csien-ji (Li Jianyi)           | Mej Cse-li (Mei Zhili)     | A főváros prefektusa. |
| Li Ce-feng (Li Zifeng)            | Jen Hsziao-ji (Yan Xiaoyi) | A palotaőrség parancsnoka. |
| Cuj Peng (Cui Peng)               | Kung Tian (Gong Dian)      | A palotaőrség parancsnok-helyettese, a császár testőre.                                                                         |
| Cuj Cse-kang (Cui Zhigang)        | Hou eunuch                 | A császár fő eunuchja |
| Tu Jü-ming (Du Yuming)            | Hung (Hong) eunuch         | Az özvegy császárné eunuchja.                                                                                                   |
| Csao Csen-ting (Zhao Zhen Ting)   | Hszie Pian (Xie Bi'an)     | A második herceg testőre. |
| Vang Cseng-jang (Wang Cheng Yang) | Hung Csu (Hong Zhu)        | Fiatal eunuch, aki Fan Hszien (Fan Xian) segítőjévé válik, miután megtudja, hogy Fan korrupt politikusokat szeretne lemondatni. |

#### Ellenőrző és Nyomozó Hivatal (kémhálózat)
| Színész                                                                   | Szereplő                       | Leírás |
| ------------------------------------------------------------------------- | ------------------------------ | --- |
| Vu Kang (Wu Gang)                                                         | Csen Ping-ping (Chen Pingping) | Az Ellenőrző és Nyomozó Hivatal igazgatója, ez a szerv ellenőriz más kormányzati hivatalokat, és működteti a birodalom kémhálózatát is.                                                         |
| Haj Ji-tien (Hai Yitian)                                                  | Csu Ko (Zhu Ge)                | A Hivatal egyes számú alosztályának vezeője, mely a fővárost tartja ellenőrzés alatt. |
| Liu Hua                                                                   | Fej Csie (Fei Jie)             | A Hivatal harmadik alosztályának vezetője, ez az osztály a mérgekre és a különleges eszközökre specializálódott. Fan Hszien (Fan Xian) első mestere, aki mérgekre és orvostudományra tanította. |
| Tung Csing-csuan (Dong Jingchuan)                                         | Leng mester                    | A harmadik alosztály igazgató-helyettese. |
| Li Csiang (Li Qiang)                                                      | Jen Zsuo-haj (Yan Ruohai)      | A negyedik alosztály igazgatója, mely a fővároson kívüli területeket és a kémkedést felügyeli.                                                                                                  |
|                                                                           | Hej Csi (Hei Qi)               | Az ötödik alosztály, a Fekete Lovagokként ismert fegyveres erők parancsnoka. |
| Vang Ji-fu (Wang Yifu) (1. évad) Liu Jü-csiao (Liu Yu Qiao) (2. évad)     | Jing Ce (Ying Zi) (Árnyék)     | A hatodik alosztály, a bérgyilkosok vezetője, Árnyékként ismerik. Mindig maszkot visel, arcát senki sem ismeri.                                                                                 |
| Csiang Jang (Jiang Yang)                                                  | Hszüan Csiu (Xuan Jiu)         | A nyolcadik alosztály vezetője, mel a könyvkiadásokért felel. |
| Tien Jü (Tian Yu)                                                         | Vang Csi-nien (Wang Qinian)    | Az első osztály egyik írnoka, később Fan Hszien (Fan Xian) hű szolgálójává válik. |
| Hsziao Csan (Xiao Zhan) (1. évad) Vu Hszing-csien (Wu Xingjian) (2. évad) | Jen Ping-jün (Yan Bingyun)     | Jen Zsuo-haj (Yan Ruohai) fia. Északi Csi (Qi)be küldik, ahol a kémhálózatot felügyeli. Rendkívül hű a hazájához, mindenek felett a birodalom érdekeit tartja szem előtt.                       |

#### A Fan család és embereik
| Színész                   | Szereplő                    | Leírás                                                                         |
| ------------------------- | --------------------------- | ------------------------------------------------------------------------------ |
| Cao Cuj-fen (Cao Cuifen)  |                             | Fan Csien (Fan Jian) anyja, ő neveli vidéken Fan Hszien (Fan Xian)t.           |
| Csao Ko (Zhao Ke)         | Liu Zsu-jü (Liu Ruyu)       | Fan Csien (Fan Jian) második felesége, Fan Sze-csö (Fan Sizhe) anyja.          |
| Szung Ji (Song Yi)        | Fan Zsuo-zsuo (Fan Ruoruo)  | Fan Csien (Fan Jian) elsőszülött lánya.                                        |
| Kuo Csi-lin (Guo Qilin)   | Fan Sze-csö (Fan Sizhe)     | Fan Csien (Fan Jian) fia.                                                      |
| Vang Jang (Wang Yang)     | Teng Ce-csing (Teng Zijing) | A Hivatal negyedik osztályához tartozik, később Fan Hszien (Fan Xian) testőre. |
| Han Jüan-csi (Han Yuanqi) |                             | Teng Ce-csing (Teng Zijing) fia.                                               |

#### További szereplők
| Színész                                                      | Szereplő                 | Leírás |
| ------------------------------------------------------------ | ------------------------ | --- |
| Tung Meng-si (Tong Mengshi)                                  | Vu Csu (Wu Zhu)          | Vak harcművész, aki Je Csing-mej (Ye Qingmei) testőre volt. Fan Hszien (Fan Xian)re vigyáz fiatalkorában.                                           |
| Kang Csie (Kang Jie)                                         | Lin Kung (Lin Gong)      | Lin Zsuo-fu (Lin Ruofu) fia, nem kedveli Fan Hszien (Fan Xian)t.                                                                                    |
| Tung Ko-fej (Dong Kefei)                                     | Lin Ta-pao (Lin Dabao)   | Lin Zsuo-fu (Lin Ruofu) elsőszülött fia, gyerekkorában egy betegség következtében értelmi fogyatékossá vált. Nagyon kedveli Fan Hszien (Fan Xian)t. |
| Csia Csing-huj (Jia Jinghui)                                 | Kuo pao-kun (Guo Baokun) | Kuo Ju-cse (Guo Youzhi) fia, a trónörökös herceg barátja.                                                                                           |
| Hsziao Hao-zsan (Xiao Haoran)                                | Ho Cung-vej (He Zongwei) | Szónok, aki az arisztokráciát védi. |
| Han Csiu-nuo (Han Jiunuo) (1. és 3. évad) Gina Jin (2. évad) | Je Ling-er (Ye Ling'er)  | Lin Van-er (Lin Wan'er's) barátnője, a helyőrség parancsnokának lánya. A második évadban a második herceg feleségének jelöli ki a császár.          |
| Li Sen (Li Shen)                                             | Kao Ta (Gao Da)          | Fan Hszien (Fan Xian)t Csi (Qi)be kísérő testőr. |

### ÉszakiCsi(Qi)
| Színész                       | Szereplő                          | Leírás |
| ----------------------------- | --------------------------------- | --- |
| Liang Aj-csi (Liang Aiqi)     | Özvegy császrné                   | |
| Liu Mej-tung (Liu Meitong)    | Csan Tou-tou (Zhan Doudou)        | Északi Csi (Qi) császára |
| Li Csun (Li Chun)             | Sze Li-li (Si Lili)               | Kém, aki Csing (Qing) ellen kémkedik. Később beleszeret Fan Hszien (Fan Xian)be.                                                                        |
| Jü Hsziao-vej (Yu Xiaowei)    | Sen Csung (Shen Zhong)            | A Csinjivej (Jinyiwei) Őrség parancsnoka. |
| Hszin Cse-lej (Xin Zhilei)    | Haj-tang Tuo-tuo (Haitang Duoduo) | Ku Ho (Ku He) tanítványa, 9. szintű harcművész, a birodalom „Áldott Hajadonja”.                                                                         |
| Jü Zsung-kuang (Yu Rongguang) | Hsziao En (Xiao En)               | Csuang Mo-han (Zhuang Mohan) öccse, korábban a birodalom kémhálózatának vezetője. A Hivatal elkapta és bebörtönözte tíz évvel a történet kezdete előtt. |
| Szun Ji-mu (Sun Yimu)         | Lang Tao                          | Ku Ho (Ku He) legidősebb tanítványa. |
| Ho Ce-ming (He Ziming)        | Sang San-hu (Shang Shan Hu)       | Tábornok, Hsziao En (Xiao En) pártfogoltja. |
| Kuo Csia-nuo (Guo Jia Nuo)    | Ho Tao-zsen (He Daoren)           | Kardforgató, Sze Ku-csien (Si Gujian) tanítványa |
|                               | Ku Ho (Ku He)                     | A császár nagybátyja, a négy harcművész-nagymester egyike.                                                                                              |

## Gyártás

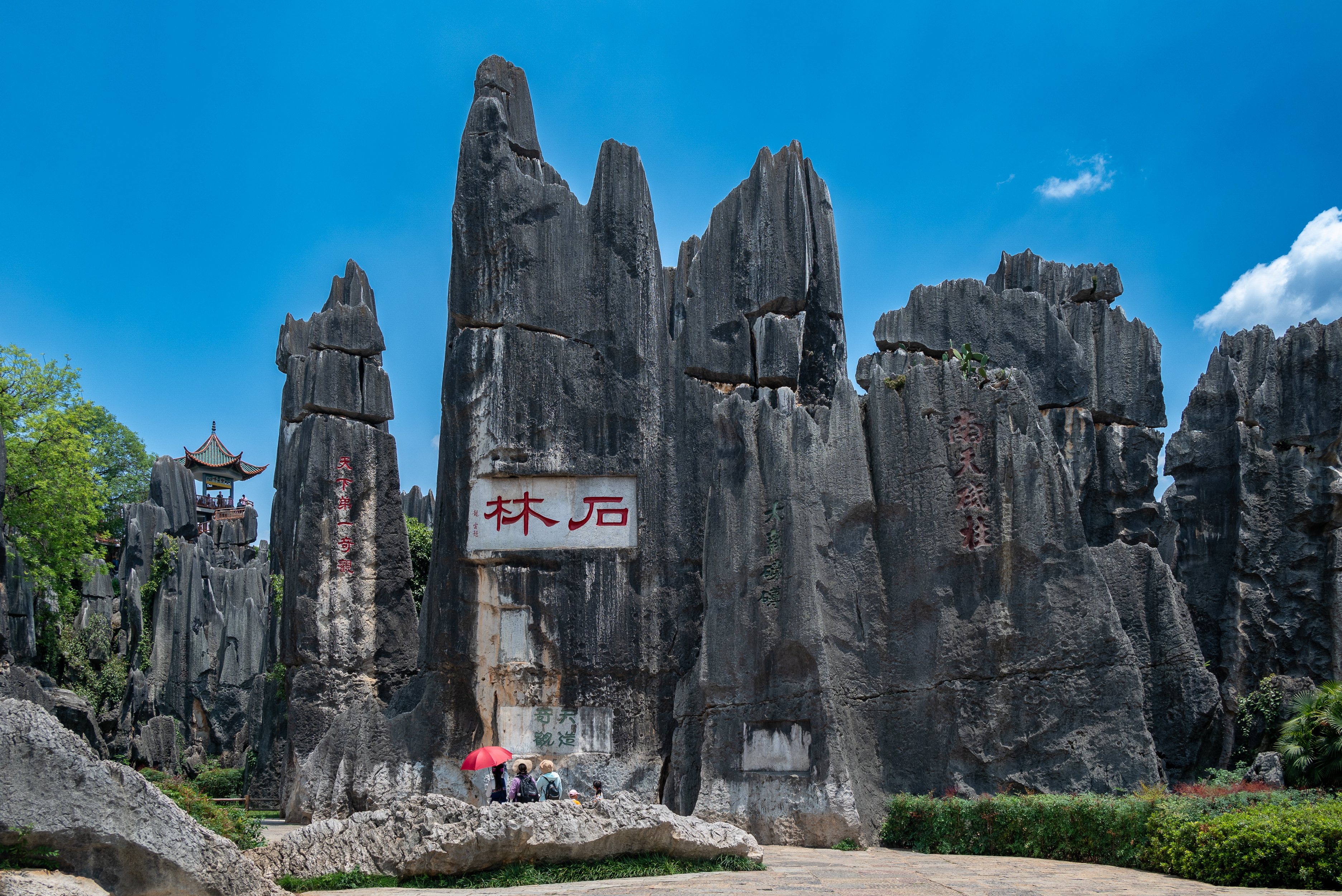
A Kőerdő a forgatási helyszínek közé tartozott

Az első évad forgatása 2018 januárjában kezdődött és augusztusban fejeződött be. 2020-ban jelentették be, hogy lesz második évad, melynek forgatását 2021 végén tervezték elkezdeni. 2021 októberében a Disney bejelentette, hogy csatlakozik a produkcióhoz, és „előzménynek” nevezte a második évadot, holott az konkrétan az első évad folytatása.
A második évadot 2024-ben mutatták be végül, a szereplőgárda nagy része ugyanaz maradt, de néhány szereplő esetében lecserélték a színészeket. Ekkor jelentették be azt is, hogy lesz harmadik évada a sorozatnak.
A harmadik évad előreláthatóan 2026-ban kerülhet majd képernyőre, ismét nagyrészt ugyanazzal a szereplőgárdával. A producerek döntése értelmében a Je Ling-er (Ye Ling'er)t alakító színésnőt lecserélik az első évadban szerepelt színésznőre. A harmadik évad költségvetése jelentősen nőtt, hogy teljes egészében felépíthessék a titkos templom díszletét, mely tükröződő felületeket fog igényelni. Egyes jeleneteket VR-technikával vesznek majd fel. Csang Zsuo-jün (Zhang Ruoyun) speciális harcművészeti tréninget kap, hogy elsajátíthassa a karaktere számára tervezett új, duplakardos vívótechnikát. Az előzetes hírek alapján az évad 36 epizódból áll majd.

### Forgatási helyszínek
Az első évadot számos helyszínen vették fel, ezek közé tartozott a világ legnagyobb filmstúdiója, a Hengdian World Studios, a Tujün (Duyun)ben található Csin és Han (Qin és Han) Stúdió, a jünnan (yunnan)i Kőerdő és egyéb helyszínek ugyanezen tartományban. A második évad egy részét Hsziangjang (Xiangyang)ban forgatták.

## Filmzene

### 1. évad
Kína
| #  | Cím                                                 | Dalszöveg                | Zene                      | Előadó                  | Hossz |
| -- | --------------------------------------------------- | ------------------------ | ------------------------- | ----------------------- | ----- |
| 1. | Jinien jiseng (一念一生, Yīniàn yīshēng) (nyitódal) | Li Csien (Li Jian)       | Li Csien (Li Jian)        | Li Csien (Li Jian)      | 04:36 |
| 2. | Jünien (余年, Yúnián) (záródal)                     | Lu Csing-ja (Lu Jingya ) | Csen Si-mej (Chen Shimei) | Hsziao Csan (Xiao Zhan) | 04:25 |

Hongkong
| #  | Cím                                                                        | Dalszöveg   | Zene        | Előadó    | Hossz |
| -- | -------------------------------------------------------------------------- | ----------- | ----------- | --------- | ----- |
| 1. | Cöü láng tík jat thín (最冷的一天, Zeoi3 laang5 dik1 jat1 tin1) (nyitódal) | Sandy Chang | Alan Cheung | Brian Tse | 03:29 |

Tajvan
| #  | Cím                               | Dalszöveg                              | Zene                  | Előadó    | Hossz |
| -- | --------------------------------- | -------------------------------------- | --------------------- | --------- | ----- |
| 1. | Csie ko (皆可, Jiē kě) (nyitódal) | Lan Hsziao-hszie (藍小邪, Lan Xiaoxie) | Terence Lam           | Hebe Tien | 04:26 |
| 2. | Jiji (一一, Yīyī) (záródal)       | Radio Mars (火星電台)                  | Radio Mars (火星電台) | Hebe Tien | 04:10 |

### 2. évad
| #  | Cím                                                | Dalszöveg                     | Zene                             | Előadó | Hossz |
| -- | -------------------------------------------------- | ----------------------------- | -------------------------------- | --- | ----- |
| 1. | Csiekuo jihszia (借过一下, Jièguò yīxià) (záródal) | Tang Tien (唐恬, Tang Tian)   | Csou Ji-li (周以力, Zhou Yi Li ) | Csou Sen (Zhou Shen)                                                                                            | 04:54 |
| 2. | Juseng cse nien (有生之年, Yǒushēng zhī nián)      | Li Csien (Li Jian)            | Li Csien (Li Jian)               | Li Csien (Li Jian)                                                                                              | 5:00  |
| 3. | Ajja (哎呀, Aiya) (promóciós dal)                  | Liang Lung (梁龙, Liang Long) | Liang Lung (Liang Long)          | Liang Lung (Liang Long), Liu Tuan-tuan (Liu Duan Duan), Csang Hao-vej (Zhang Hao Wei) & Kuo Ce-fan (Guo Zi Fan) | 2:59  |

## Fogadtatás
A sorozat első évada jobbára pozitív visszajelzéseket kapott, dicsérték az eredeti regény megfelelő adaptálását, a komikus elemeket és a logikus történetvezetést. Ugyancsak jónak ítélték meg az operatőri munkát, a színészi játékot, speciális effekteket és az akciójeleneteket, az érdekes történetet. Több mint 13 milliószor tekintették meg a Tencet és az iQiyi felületén, a Doubanon 10-ből 8 csillagra értékelték a nézők. A Viki felületén 10-ből 9,5 csillagot kapott 2021-ben több mint 5000 értékelés alapján.
A második évad több rekordot is megdöntött a Tencent felületén, többek között a legmagasabb népszerűségi indexet érte el. Külföldön a Disney+ felületén a legnézettebb kínai sorozat volt, de a YouTube-on és a Vikin is jól szerepelt, kétszer-háromszor annyian látták, mint más népszerű kínai sorozatokat.

## Díjak és elismerések
| Díj                                  | Kategória                                    | Jelölt                        | Eredmény | Hiv.         |
| ------------------------------------ | -------------------------------------------- | ----------------------------- | -------- | ------------ |
| 2019 Filmes és Televíziós Példaképei | Népszerű websorozat                          | Joy of Life                   | Elnyerte | [ 47 ]       |
| Kínai Irodalmi Díjátadó              | Legjobb adaptált televíziós sorozat          | Joy of Life                   | Elnyerte | [ 48 ]       |
| 26th Sanghaji Televíziós Fesztivál   | Magnólia-díj a legjobb televíziós sorozatnak | Joy of Life                   | Jelölve  | [ 49 ] [ 6 ] |
| 26th Sanghaji Televíziós Fesztivál   | Legjobb rendező                              | Szun Hao (Sun Hao)            | Jelölve  | [ 49 ] [ 6 ] |
| 26th Sanghaji Televíziós Fesztivál   | Legjobb adaptált forgatókönyv                | Vang Csuan (Wang Juan)        | Elnyerte | [ 49 ] [ 6 ] |
| 26th Sanghaji Televíziós Fesztivál   | Legjobb színész                              | Csang Zsuo-jün (Zhang Ruoyun) | Jelölve  | [ 49 ] [ 6 ] |
| 26th Sanghaji Televíziós Fesztivál   | Legjobb mellékszereplő                       | Csen Tao-ming (Chen Daoming ) | Jelölve  | [ 49 ] [ 6 ] |
| 26th Sanghaji Televíziós Fesztivál   | Legjobb mellékszereplő                       | Tien Jü (Tian Yu)             | Elnyerte | [ 49 ] [ 6 ] |

## Nemzetközi sugárzás
1. évad
| Régió          | Csatorna               | Dátum                                                               | Megjegyzés            |
| -------------- | ---------------------- | ------------------------------------------------------------------- | --------------------- |
| Hongkong Makaó | TVB Jade               | 2020. március 2. – 2020. április 18. (hétfőtől péntekig, 21:30-tól) | kantoni szinkronnal   |
| Malajzia       | 8TV                    | 2020. május 15-től (hétfőtől péntekig, 20:30-tól)                   | eredeti nyelven       |
| Vietnám        | HTV7                   | 18 November 2020. november 18-tól (hétfőtől péntekig 17:45-től)     | vietnámi szinkronnal  |
| Vietnám        | Hanoi Radio Television | 01 April 2023. április 1-től (minden nap 20:00-tól)                 | vietnámi alámondással |

A nemzetközi streamingjogokat a Viki és a Disney+ szerezte meg.

## Fordítás
Ez a szócikk részben vagy egészben  a   Joy of Life (TV series) című angol Wikipédia-szócikk fordításán alapul.  Az eredeti cikk szerkesztőit annak laptörténete sorolja fel. Ez a jelzés csupán a megfogalmazás eredetét és a szerzői jogokat jelzi, nem szolgál a cikkben szereplő információk forrásmegjelöléseként.